# Liste der Kulturdenkmale in Berka vor dem Hainich
Die Liste der Kulturdenkmale in Berka vor dem Hainich umfasst die als Ensembles, Straßenzüge und Einzeldenkmale erfassten Kulturdenkmale in der thüringischen Gemeinde Berka vor dem Hainich im Wartburgkreis.
Die Angaben in der Liste ersetzen nicht die rechtsverbindliche Auskunft der zuständigen Denkmalschutzbehörde.

## Legende
- Bild: zeigt ein Bild des Kulturdenkmals und gegebenenfalls einen Link zu weiteren Fotos des Kulturdenkmals im Medienarchiv Wikimedia Commons
- Bezeichnung: Name, Bezeichnung oder die Art des Kulturdenkmals
- Lage: Wenn vorhanden Straßenname und Hausnummer des Kulturdenkmals; Grundsortierung der Liste erfolgt nach dieser Adresse. Der Link Karte führt zu verschiedenen Kartendarstellungen und nennt die Koordinaten des Kulturdenkmals.
 Kartenansicht, um Koordinaten zu setzen – in dieser Kartenansicht sind Kulturdenkmale ohne Koordinaten mit einem roten bzw. orangen Marker dargestellt und können in der Karte gesetzt werden. Kulturdenkmale ohne Bild sind mit einem blauen bzw. roten Marker gekennzeichnet, Kulturdenkmale mit Bild mit einem grünen bzw. orangen Marker.
- Datierung: gibt das Jahr der Fertigstellung beziehungsweise das Datum der Erstnennung oder den Zeitraum der Errichtung an
- Beschreibung: bauliche und geschichtliche Einzelheiten des Kulturdenkmals, vorzugsweise die Denkmaleigenschaften
- ID: Die ID identifiziert das Kulturdenkmal eindeutig. In Thüringen sind aktuell keine IDs veröffentlicht. In der ID-Spalte kann sich auch folgendes Icon  befinden, dies führt zu Angaben zu diesem Kulturdenkmal bei Wikidata.

## Ensembles
| Bild | Bezeichnung                                        | Lage | Datierung | Beschreibung | ID |
| --- | -------------------------------------------------- | --- | --------- | ------------ | -- |
| [[Vorlage:Bilderwunsch/code!/O:!/C:51.044143,10.386221!/D:Hauptstraße 1-26; Am Schloss komplett; Anger komplett; Domstraße 2, 4, 6, 8; Hauptstraße 1, 2, 3, 4, 6, 7, 8, 9, 11, 12, 13, 14, 15, 16, 17, 18, 19, 20, 21, 22, 23, 24, 26; Im Graben 1, 3, 5; Im Winkelbach komplett; Klemdagasse 4; Mihlaer Straße 1, 2, 3, 4, 5; Schulstraße 1, 2, 3, 5, 7, 9, 11; Störacker 1, 2, 3, Ensemble Historischer Ortskern Berka v. d. Hainich!/\|BW]] | Ensemble Historischer Ortskern Berka v. d. Hainich | Berka v.d. Hainich, Hauptstraße 1-26; Am Schloss komplett; Anger komplett; Domstraße 2, 4, 6, 8; Hauptstraße 1, 2, 3, 4, 6, 7, 8, 9, 11, 12, 13, 14, 15, 16, 17, 18, 19, 20, 21, 22, 23, 24, 26; Im Graben 1, 3, 5; Im Winkelbach komplett; Klemdagasse 4; Mihlaer Straße 1, 2, 3, 4, 5; Schulstraße 1, 2, 3, 5, 7, 9, 11; Störacker 1, 2, 3 (Karte) |           |              |    |

## Einzeldenkmale nach Gemarkungen

### Berka vor den Hainich
| Bild                                    | Bezeichnung                                  | Lage                                               | Datierung | Beschreibung    | ID |
| --------------------------------------- | -------------------------------------------- | -------------------------------------------------- | --------- | --------------- | -- |
| BW                                      | Wohnhaus                                     | Berka v. d. Hainich, Am Schloß 1 (Karte)           |           |                 |    |
| weitere Bilder Fotos hochladen          | Schloss                                      | Berka v. d. Hainich, Am Schloß 6 (Karte)           |           |                 |    |
| BW                                      | Weiher                                       | Berka v. d. Hainich, Am Schloß 6 (Karte)           |           |                 |    |
| BW                                      | Park                                         | Berka v. d. Hainich, Am Schloß 6 (Karte)           |           |                 |    |
| BW                                      | Spritzenhaus                                 | Berka v. d. Hainich, Anger 1 (Karte)               |           |                 |    |
| BW                                      | Wohnhaus                                     | Berka v. d. Hainich, Domstraße 11 (Karte)          |           |                 |    |
| BW                                      | Hofanlage                                    | Berka v. d. Hainich, Domstraße 13 (Karte)          |           |                 |    |
| BW                                      | Wohnhaus                                     | Berka v. d. Hainich, Domstraße 17 (Karte)          |           |                 |    |
| BW                                      | Gefallenendenkmal                            | Berka v. d. Hainich, Friedhofstraße o. Nr. (Karte) |           |                 |    |
| BW                                      | Hofanlage                                    | Berka v. d. Hainich, Hauptstraße 1 (Karte)         |           |                 |    |
| BW                                      | Wohnhaus                                     | Berka v. d. Hainich, Hauptstraße 18 (Karte)        |           |                 |    |
| BW                                      | Hofanlage                                    | Berka v. d. Hainich, Hauptstraße 2 (Karte)         |           |                 |    |
| BW                                      | Wohnhaus                                     | Berka v. d. Hainich, Hauptstraße 21 (Karte)        |           |                 |    |
| BW                                      | Wohnhaus                                     | Berka v. d. Hainich, Hauptstraße 26 (Karte)        |           |                 |    |
| weitere Bilder Fotos hochladen          | Evangelisch-lutherische Dorfkirche St. Georg | Berka v. d. Hainich, Schulstraße 10 (Karte)        |           | mit Ausstattung |    |
| BW                                      | Kirchhof                                     | Berka v. d. Hainich, Schulstraße 10 (Karte)        |           |                 |    |
| BW                                      | Kirchhofmauer                                | Berka v. d. Hainich, Schulstraße 10 (Karte)        |           |                 |    |
| Direkt Bild zu diesem Denkmal hochladen | Grabsteine                                   | Berka v. d. Hainich, Schulstraße 10                |           |                 |    |
| BW                                      | Wohnhaus                                     | Berka v. d. Hainich, Störacker 3 (Karte)           |           |                 |    |
| BW                                      | Wohnhaus                                     | Berka v. d. Hainich, Störacker 8 (Karte)           |           |                 |    |